# Westerterptocht
De Westerterptocht is een hoofdwatergang in de Wieringermeerpolder in de Nederlandse provincie Noord-Holland. De tocht loopt van Slootdorp tot de Robbevaart bij Wieringerwerf. De Westerterptocht is ongeveer 2,6 km lang.